# Epitedia stewarti
Epitedia stewarti är en loppart som beskrevs av Hubbard 1940. Epitedia stewarti ingår i släktet Epitedia och familjen mullvadsloppor. Inga underarter finns listade i Catalogue of Life.